# オゼッラ・FA1F
オゼッラ・FA1F (Osella FA1F) はオゼッラ・スクアドラ・コルセが1984年、1985年、1986年のF1世界選手権に投入したフォーミュラ1カー。デザイナーはジェラール・ドゥカルージュとジュゼッペ・ペトロッタ。5名のドライバーにより31戦に出走した。FA1Fはオゼッラにとって初のターボ車であった。また、それまでのオゼッラのマシンとは類似点を持たなかった。事実上、アルファロメオ・183Tを改修した物であり、以降のオゼッラのターボ車の基礎となった。FA1Fは5位に2回入賞し、ポイントを獲得した最後のオゼッラのマシンとなった。

## 背景
1977年に初めて登場したターボエンジンは、根本的な信頼性の問題を徐々に克服し、1983年にはグランプリを支配するに至った。この年は15戦の内12勝がターボ車による物であった。ルノー（1977年）、フェラーリ（1981年）、ブラバム（1982年）、アルファロメオ、マクラーレン、ウィリアムズ（1983年）と、主要チームのほとんどがターボエンジンを採用していた。1984年にはシーズンが始まると小チームの大半がターボエンジンにチェンジした。彼らの多くはカスタマーエンジンを使用した。
オゼッラもまた1983年、カスタマーエンジンを獲得する。彼らはアルファロメオを選択した。1983年の夏、12気筒の自然吸気エンジンの供給を受けたが、これはアルファロメオが独自のターボエンジンを採用した後に開発停止した時代遅れの物であった。1984年にオゼッラはアルファロメオのターボエンジンを獲得、1988年まで使用することとなる。加えてアルファロメオはシャシーと車体の分野でも技術支援を提供した。

## 開発
オゼッラ・FA1Fは、ジェラール・ドゥカルージュが開発したアルファのファクトリーチーム初のターボ車であるアルファロメオ・183Tを基にして製作された。オゼッラの前年までの車両はアルミニウム製であり、FA1Fはオゼッラにとって初となるカーボン複合材製の車両である。
カーボン複合材の車両開発の経験が無かったオゼッラは、アルファロメオから前年モデルのアルファロメオ・183Tを、カーボンファイバー製車両を開発するための参考として譲渡された。
オゼッラはこの183Tのモノコックそのものを流用した車両を作成し、FA1Fの名称で1984年シーズンにエントリーした。この車両は183Tとは異なりプッシュロッド式のフロントサスペンションが取り付けられるなど、オゼッラが独自に開発した内容が反映されていた。
FA1Fのエンジンは前年に引き続きアルファロメオ製だったが、NAエンジンのアルファロメオ1260（V型12気筒）からターボ搭載の890T（V型8気筒）に変更された。また、タイヤはミシュランからピレリに変更された。
FA1Fは、アルファロメオ・183Tのモノコックを流用したもの（シャシー番号01）を含め、シャシー番号04までの4台が製造された。

## レース戦績
オゼッラ・FA1Fは、3年間で5名のドライバーがドライブした。1984年は最新型であったが、1985年と1986年は経験の浅いドライバーのバックアップ用として使用された。1987年シーズンはスペアカーとしていくつかのグランプリに準備されたが、決勝で使用されることは無かった。

### 1984年
1984年はピエルカルロ・ギンザーニの1台体制でエントリーし、シーズン後半から体制拡大、ヨー・ガルトナーに2台目が与えられた。ギンザーニはアルファロメオ製シャシーを改造したFA1Fを開幕戦でドライブした。この車両は第2戦南アフリカGPの決勝前ウォームアップ中にクラッシュし、全損した。
南アフリカGPの段階でオゼッラにはスペアカーも無かったが、3週間後のベルギーGPには新たに製造されたモノコックを使った車両を作成し、欠場することなく参戦した。オゼッラ自身の手によるこの車両は本来ガルトナーのために製作された車両であったが、ガルトナーはスポット参戦したサンマリノではFA1Eを使用した。
もう1台の車両は7月に完成、イギリスからは2台体制で戦っていく。
ギンザーニは16戦中15戦で予選通過を果たしたが、完走したのは7回であった。最高位は第9戦アメリカグランプリでの5位で、これは1982年以来のポイント獲得であった。ギンザーニはまた、モナコとモンツァで7位に入っている。
ガルトナーはFA1Fで参戦した7戦全てで予選通過した。完走は3回、第14戦モンツァでは5位でゴールしたが、チームはギンザーニ1台のみでシーズンにエントリーしていたため、ガルトナーの結果にはポイントが与えられなかった。

### 1985年
1985年シーズンは再び1台体制に縮小する。第3戦までFA1Fをギンザーニがドライブ、ブラジル、ポルトガルで完走を果たしている。第4戦からは新型のFA1Gをドライブしたが、ギンザーニは第9戦ドイツでトールマンに移籍、彼に代わってヒューブ・ロテンガッターが起用された。

### 1986年
1986年は再び2台体制となり、ギンザーニが復帰。ギンザーニはシーズン途中で新型のFA1GとFA1Hもドライブしている。セカンドドライバーには3名が起用された。前半6戦ではクリスチャン・ダナーがFA1Fをドライブ、6戦中5戦で予選通過したが、いずれもリタイアしている。第7戦からアレン・バーグか起用される。バーグは第7戦でFA1Fをドライブした後、第8戦と第9戦ではFA1GとFA1Hをドライブ、その後は再びFA1Fをドライブした。完走したのは3戦のみで、いずれもポイント圏外であった。イタリアグランプリではバーグに代わってアレックス・カフィがスポット参戦、FA1Gをドライブしたが、リタイアに終わっている。

## F1における全成績
(key) （太字はポールポジション）
| 年     | チーム                       | エンジン                | タイヤ | ドライバー               | 1   | 2   | 3   | 4   | 5   | 6   | 7   | 8   | 9   | 10  | 11  | 12  | 13  | 14  | 15  | 16  | ポイント | 順位 |
| ------ | ---------------------------- | ----------------------- | ------ | ------------------------ | --- | --- | --- | --- | --- | --- | --- | --- | --- | --- | --- | --- | --- | --- | --- | --- | -------- | ---- |
| 1984年 | オゼッラ・スクアドラ・コルセ | アルファロメオ V8 (t/c) | P      |                          | BRA | RSA | BEL | SMR | FRA | MON | CAN | DET | USA | GBR | GER | AUT | NED | ITA | EUR | POR | 2        | 12位 |
| 1984年 | オゼッラ・スクアドラ・コルセ | アルファロメオ V8 (t/c) | P      | ピエルカルロ・ギンザーニ | Ret | DNS | Ret | DNQ | 12  | 7   | Ret | Ret | 5   | 9   | Ret | Ret | Ret | 7   | Ret | Ret | 2        | 12位 |
| 1984年 | オゼッラ・スクアドラ・コルセ | アルファロメオ V8 (t/c) | P      | ヨー・ガルトナー         |     |     |     |     |     |     |     |     |     | Ret | Ret | Ret | 12  | 5*  | Ret | 16  | 2        | 12位 |
| 1985年 | オゼッラ・スクアドラ・コルセ | アルファロメオ V8 (t/c) | P      |                          | BRA | POR | SMR | MON | CAN | DET | FRA | GBR | GER | AUT | NED | ITA | BEL | EUR | RSA | AUS | 0        | NC   |
| 1985年 | オゼッラ・スクアドラ・コルセ | アルファロメオ V8 (t/c) | P      | ピエルカルロ・ギンザーニ | 12  | 9   | NC  |     |     |     |     |     |     |     |     |     |     |     |     |     | 0        | NC   |
| 1985年 | オゼッラ・スクアドラ・コルセ | アルファロメオ V8 (t/c) | P      | ヒューブ・ロテンガッター |     |     |     |     |     |     |     |     |     |     |     |     |     |     |     |     | 0        | NC   |
| 1986年 | オゼッラ・スクアドラ・コルセ | アルファロメオ V8 (t/c) | P      |                          | BRA | ESP | SMR | MON | BEL | CAN | DET | FRA | GBR | GER | HUN | AUT | ITA | POR | MEX | AUS | 0        | NC   |
| 1986年 | オゼッラ・スクアドラ・コルセ | アルファロメオ V8 (t/c) | P      | ピエルカルロ・ギンザーニ | Ret | Ret | Ret | DNQ | Ret | Ret | Ret | Ret |     | Ret | Ret |     | Ret | Ret |     | Ret | 0        | NC   |
| 1986年 | オゼッラ・スクアドラ・コルセ | アルファロメオ V8 (t/c) | P      | クリスチャン・ダナー     | Ret | Ret | Ret | DNQ | Ret | Ret |     |     |     |     |     |     |     |     |     |     | 0        | NC   |
| 1986年 | オゼッラ・スクアドラ・コルセ | アルファロメオ V8 (t/c) | P      | アレン・バーグ           |     |     |     |     |     |     | Ret |     |     | 12  | Ret | Ret |     | 13  | 16  | NC  | 0        | NC   |
| 1986年 | オゼッラ・スクアドラ・コルセ | アルファロメオ V8 (t/c) | P      | アレックス・カフィ       |     |     |     |     |     |     |     |     |     |     |     |     |     |     |     |     | 0        | NC   |

- コンストラクターズランキング12位。
- ドライバーズランキング19位：ピエルカルロ・ギンザーニ（予選最高位18位1回 決勝最高位5位1回）
- ドライバーズランキング-位：ヨー・ガルトナー（予選最高位22位2回 決勝最高位5位1回）